# Вила Отоне (Болцано)
Вила Отоне (итал. Villa Ottone) је насеље у Италији у округу Болцано, региону Трентино-Јужни Тирол.
Према процени из 2011. у насељу је живело 927 становника. Насеље се налази на надморској висини од 840 м.